# Jaguars de la Californie
Les Jaguars de la Californie (en anglais : California Jaguars) sont un ancien club américain de soccer, basé à Salinas en Californie, et fondé en 1995 et disparu en 1999. Évoluant en deuxième ou troisième division selon les saisons, les Jaguars se sont illustrés par un titre en USISL Select League, la première division des United Soccer Leagues en 1996.

## Histoire
La franchise des Jaguars de Monterey Bay est créée en 1995 à Salinas, en Californie, et évolue, pour sa première saison, en USISL Pro League. Celle-ci est prolifique puisque l'équipe termine en tête de la division Western North et atteint le Sizzlin' Nine en séries éliminatoires. L'année suivante, en 1996, la franchise est renommée California Jaguars et renouvelle son parcours en saison régulière, remportant le titre de la division Pacific. En séries, les Jaguars s'imposent lors de la finale du championnat face aux Kickers de Richmond aux tirs au but. À la suite de cette saison victorieuse, la franchise fait le pas en A-League, la seconde division nord-américaine. De nouveau championne dans sa division en 1997, l'équipe échoue en demi-finales de division. Les deux dernières saisons de la franchise sont marquées par des échecs sportifs, une absence en séries éliminatoires et une rétrogradation volontaire en troisième division.

### Historique du logo

Ancien logo des California Jaguars
Logo des California Jaguars en 2002

### Palmarès
| Compétitions nationales |
| - En A-League : - Champion de la Pacific Division en 1997 - En USISL Pro League : - Champion de la Western North Division en 1995 - En USISL Select League : - Champion de la USISL Select League en 1996 - Champion de la Pacific Division en 1996 |

## Saisons
| Année | Ligue               | Niv. | Saison régulière   | Séries                  | Affluence | US Open Cup   |
| ----- | ------------------- | ---- | ------------------ | ----------------------- | --------- | ------------- |
| 1995  | USISL Pro League    | 3    | 1er, Western North | Sizzling Nine           | n.c.      | Non qualifié  |
| 1996  | USISL Select League | 3    | 1er, Pacific       | Champion                | 537       | Premier tour  |
| 1997  | A-League            | 2    | 1er, Pacific       | Demi-finale de division | 699       | Deuxième tour |
| 1998  | A-League            | 2    | 7e, Pacific        | Non qualifié            | 1 428     | Non qualifié  |
| 1999  | USL D3-Pro League   | 3    | 4e, Western        | Non qualifié            | 977       | Non qualifié  |

## Personnel

### Joueurs notables
| - Mark Baena - Jeff Baicher | - Paul Bravo - Francisco Gomez | - David Kramer - Rhett Harty | - Paul Holocher - Zak Ibsen | - Rick Iversen - Randy Mann | - Mark Semioli - Jerome Watson |

### Entraîneurs
Le premier entraîneur-chef de la franchise alors connue sous le nom de Monterey Bay Jaguars est Greg Petersen. En cours de saison, c'est Mark Semioli qui prend la suite jusqu'à la fin de la saison. En 1996 et 1997, c'est un duo qui dirige l'équipe avec Joe et Gaspar Silveira. L'année suivante, Carlos Volpini est responsable des Jaguars avant que Orlando Cervantes prenne les commandes en tant que dernier entraîneur de l'histoire de la franchise.

## Stade
Les Jaguars ont toujours évolué dans la même enceinte, celle du Salinas Sports Complex de Salinas en Californie.